# Seeds we sow
Seeds we sow is het zes studioalbum van Lindsey Buckingham als solo-artiest. Hij bracht het album uit onder zijn privéplatenlabel Buckingham Records, dat hij in een aantal landen liet distribueren door Eagle Rock Entertainment. Het album verkocht redelijk in de Verenigde Staten, maar Europa liet het links liggen.

## Musici
- Lindsey Buckinghaum – zang en alle muziekinstrumenten behalve
- Neale Heywood – basgitaar (track 4)
- Walfredo Reyes – drumstel (track 4)
- Brett Tuggle – toetsinstrumenten (track 4)
- Kristen Buckingham (de vrouw van)- sequencing

## Muziek
| Nr. | Titel                                            | Bijzonderheid | Duur |
| --- | ------------------------------------------------ | ------------- | ---- |
| 1.  | Seeds we sow (Buckingham)                        |               | 3:43 |
| 2.  | In our own time (Buckingham)                     |               | 4:20 |
| 3.  | Illumination (Buckingham)                        |               | 2:19 |
| 4.  | That’s the way that love goes (Buckingham)       |               | 3:56 |
| 5.  | Stars are crazy (Buckingham, Lisa Dewey)         |               | 4:50 |
| 6.  | When she comes down (Buckingham)                 |               | 4:48 |
| 7.  | Rock away blind (Buckingham)                     |               | 3:57 |
| 8.  | One take (Buckingham)                            |               | 3:28 |
| 9.  | Gone too far (Buckingham)                        |               | 3:24 |
| 10. | End of time (Buckingham)                         |               | 3:57 |
| 11. | She smiled sweetly (Mick Jagger, Keith Richards) |               | 2:53 |

Het album kon aangevuld worden met enkele download-tracks in de vorm van een akoestische versie van End of time, een andere versie van Seeds we sow en Sleeping around the corner. Seeds we sow werd nog uitgebracht als singles.